# Кормовой солод
Кормовой солод - это натуральный продукт для кормления сельскохозяйственных животных, получаемый из зерен культивируемых растений. Для приготовления солода на сегодняшний день чаще всего используется ячмень, но иногда для этой цели берут и пшеницу. Солод — это пророщенное зерно с ростками 1—5 мм. После высыхания солод высушивается и размалывается.
Осоложенный корм не только вкусен и питателен, но и улучшает пищеварение животных.
Высокое содержание ферментов в солоде способствует образованию моносахаридов и аминокислот из крахмала, содержащегося в белках. Является энергетически ценной кормовой добавкой.